# T.J. Oshie
T.J. Oshie (Everett, Washington, 23 de diciembre de 1986), apodado Osh, Osh Babe o Babe, entre otros, es un jugador profesional estadounidense de hockey sobre hielo que se desempeña en la posición de extremo derecho en Washington Capitals, equipo de la National Hockey League (NHL).

## Carrera
Fue seleccionado en la primera ronda en la NHL Entry Draft de 2005. En 2008 hizo su debut profesional con el equipo St. Louis Blues, en el cual jugó siete temporadas (2008-2015), después pasó a Washington Capitals, donde lleva jugando nueve temporadas.